# ابوالفتوح رازی
جمال‌الدین حسین بن علی بن محمد مشهور به ابوالفتوح رازی از مفسران و علمای بزرگ شیعه در سدهٔ ششم هجری بود. به احتمال زیاد بین سال‌های ۴۸۰ و ۵۲۵ هجری می‌زیسته است. وی همان‌گونه که از نامش پیداست اهل ری بود. در اصل، از نیشابور بود ولی در ری می‌زیست. با زمخشری معاصر بود و ابن شهرآشوب از شاگردان او بود. تفسیر مفصل فارسی او به نام روض‌الجنان و روح‌الجنان معروف به تفسیر ابوالفتوح از تفسیرهای جامع و معتبر قرآن است.
آثار منسوب به او عبارتند از:
- تفسیر روض الجنان و روح الجنان[۲]
- شرح‌الشهاب
- رسالهٔ یوحنا
- رسالهٔ حسنیه[۳]

- روح الاحباب و روح الالباب فی شرح الشهاب[۱]

ابوالفتح رازی در اواسط سدهٔ ششم هجری در ری درگذشت. مقبره ایشان در حرم عبدالعظیم شهرری می‌باشد.

## استادان
- علی بن محمد نیشابوری رازی پدر ابوالفتوح رازی و صاحب تألیفات «مسائل المعدوم» و «دقائق الحقایق».
- عبدالرحمن بن احمد خزاعی نیشابوری (مفید ثانی)
- عبدالجبار بن مقری رازی (مفید رازی)
- حسن استرآبادی
- ابو صمصام ذوالفقار
- ابوعلی حسن بن محمد طوسی فرزند شیخ طوسی
- ابوالقاسم محمود بن عمر زمخشری[۴]

## شاگردان
- منتجب الدین رازی[۵]
- رشیدالدین محمد بن شهرآشوب مازندرانی (ابن شهر آشوب)
- ابن حمزه طوسی
- تاج الدین محمد بن حسین؛ فرزند ابوالفتوح

## درگذشت
ابوالفتوح بنابر وصیت خودش در شهرری صحن امامزاده حمزه در جوار حضرت عبدالعظیم مدفون شد.